# Chiara Badano
Chiara Badano   (Sassello, 29 d'octubre de 1971 - Sassello, 7 d'octubre de 1990) fou una adolescent italiana que actualment es troba en procés de canonització per part de l'Església catòlica. A l'edat de nou anys es va unir al Moviment dels Focolars i va rebre el sobrenom de "Luce" per la seva fundadora Chiara Lubich. Als 16 anys li van diagnosticar osteosarcoma, un tipus de càncer ossi molt dolorós. Chiara va morir a causa del càncer el 7 d'octubre de 1990, després d'una dura batalla de dos anys. Va ser beatificada el 25 de setembre de 2010 al santuari de Nostra Senyora de l'Amor Diví a Roma pel Papa Benet XVI. La seva festa se celebra el 29 d'octubre.

## Biografia
Chiara Badano va néixer el 29 d'octubre de 1971, sent els seus pares Ruggero i Maria Teresa Badano, al petit poble de Sassello, Itàlia. La parella va esperar i va resar durant onze anys abans de poder tenir a Chiara. La consideraven la seva més gran benedicció. Mentre Ruggero treballava conduint camions, Maria Teresa romania a casa tenint cura de la nena. Va intentar ensenyar a la seva filla a estimar i servir aquells que tenen necessitats. Quan estava a la llar d'infants, Chiara estalviava diners per donar-los a les missions d'Àfrica. A l'escola primària, sempre acostumava a donar el seu dinar a algun company menys afortunat. Fins i tot quan la seva mare va començar a enviar-la a l'escola amb dos esmorzars, Chiara els regalava tots dos. Chiara va créixer amb una relació forta i saludable amb els seus pares, però no sempre els obeïa i es barallava amb ells ocasionalment. Un dia, Chiara va agafar una poma d'un arbre de l'hort d'un veí; la mare més tard va relatar l'esdeveniment: «Una tarda, Chiara va arribar a casa amb una bella poma vermella. Li vaig preguntar d'on l'havia tret. Ella em va contestar que l'havia pres de l'hort de la veïna, sense demanar el seu permís. Li vaig explicar que sempre havia de demanar-ho abans d'agafar alguna cosa que no li pertanyia, i que calia que tornés la poma i demanés perdó a la veïna. Ella no volia fer-ho, perquè estava molt avergonyida. Jo li vaig dir que era molt més important confessar el que havia fet que menjar una poma. Així va ser com Chiara va tornar la poma i va explicar tot el que ha passat a la veïna. Aquella tarda, la dona li va portar a Chiara una caixa plena de pomes, dient que aquell dia Chiara havia "après una cosa molt important"».

## Moviment dels Focolars
Chiara va assistir a la primera reunió del Moviment dels Focolars el setembre de 1980; tenia només 9 anys. Aquest grup, especialment la seva fundadora Chiara Lubich, van tenir un profund impacte en la vida de Chiara. El grup s'enfocava en la imatge de Crist abandonat com a forma de suportar les situacions difícils. Chiara va escriure més tard: «Vaig descobrir que Jesús abandonat és la clau a la unitat amb Déu, i vull triar-lo com el meu únic espòs. Vull estar a punt per donar-li la benvinguda quan vingui, preferir-lo per sobre totes les coses».
Tot i que Chiara era una estudiant conscient, va tenir dificultats a l'escola i fins i tot va fracassar en el seu primer any de secundària. Es burlaven d'ella amb freqüència per les seves fortes conviccions i li van donar el sobrenom de "Germana". Chiara va tenir força amics, sortint fins tard amb ells. També va gaudir dels passatemps normals d'un adolescent com escoltar música pop, ballar i cantar. Chiara era també una bona jugadora de tennis; també gaudia amb la natació i el senderisme.
Durant l'estiu de 1988, quan tenia 16 anys, Chiara va tenir una experiència a Roma amb el Moviment dels Focolars que li va canviar la vida. Va escriure als seus pares, «Aquest és un moment molt important per a mi: és una trobada amb Jesús Abandonat. No ha estat fàcil abraçar aquest patiment, però aquest matí Chiara Lubich ha explicat als nens que hem de ser l'esposa de Jesús Abandonat». Després d'aquest viatge va començar a escriure's cartes regularment amb Chiara Lubich. Més tard li va demanar que li donés un nou nom, atès que aquest seria el començament d'una nova vida per a ella. Chiara Lubich li va donar el nom de Chiara Luce, que significa Chiara Llum. Lubich va escriure a Chiara: «el teu rostre ple de llum mostra el teu amor per Jesús», raó per la qual li va donar aquell nom.

## Malaltia
Durant l'estiu de 1988 als 16 anys, la vida de Chiara va patir un nou canvi, aquesta vegada a causa de la malaltia. Chiara va sentir un dolor punxant a l'espatlla mentre jugava tennis. Al principi no li va donar més importància, però quan la presència d'aquest dolor es va perllongar misteriosament, es va sotmetre a una sèrie de proves. Els metges van descobrir que tenia una forma de càncer ossi poc usual i summament dolorós, osteosarcoma. La seva mare explica que quan van tornar de l'hospital el dia que la van diagnosticar, ja a la casa, al voler-la consolar, ella li va respondre «ara no em parlis». La seva mare va quedar esperant el costat d'ella, mentre Chiara estava ajaguda al seu llit, donant-li l'esquena. A el cap de 25 minuts Chiara es va girar, va mirar la seva mare amb el somriure de sempre i li va dir «ara sí que pots parlar-me». Aquests van ser els 25 minuts que Chiara es va prendre per donar el seu sí a Jesús en aquesta situació extrema. Després d'això Chiara simplement va dir, «És per a tu, Jesús; si tu ho vols, jo també ho vull».
Al llarg del tractament, Chiara es va negar a prendre morfina per poder estar conscient. Sentia que era important conèixer la seva malaltia i mal de manera que pogués oferir el seu patiment. Va dir, «Redueix la meva lucidesa i hi ha una sola cosa que puc fer ara: oferir el meu patiment a Jesús perquè vull compartir el seu patiment a la creu el màxim possible». Durant les estades a l'hospital, passava temps caminant amb una altra pacient que es trobava lluitant contra la depressió. Aquestes caminades eren de gran benefici per a l'altra pacient però li causaven a Chiara molt de dolor. Els seus pares la incentivaven sovint a romandre a la seva cambra i descansar, però ella responia, «Ja podré dormir més tard».
Chiara va ser capaç de donar testimoni als seus pares, amics i metges de l'hospital de Torí. Un dels seus doctors, el Dr. Antonio Delogu, va dir, «A través del seu somriure, i els seus ulls plens de llum, ens va mostrar que la mort no existeix; només la vida». Una amiga de el Moviment dels Focolars va dir, «Al començament pensàvem en visitar-la per mantindre el seu estat d'ànim, però molt aviat vam entendre que, de fet, nosaltres érem els que la necessitàvem. La seva vida era com un imant que ens atreia a ella».
Chiara va conservar el seu bon ànim, fins i tot quan la dura quimioteràpia va causar que els cabells li caiguessin. Quan un floc de cabells queia, Chiara simplement l'oferia a Déu dient, «Per a tu, Jesús». Va donar tots els seus estalvis a un amic que volia anar-se'n de missió a l'Àfrica. Li va escriure dient, «Ja no necessito aquests diners. Ho tinc tot».
Per a ajudar a preparar els seus pares per a la vida després de la seva mort, Chiara va fer una reserva perquè els seus pares sopessin el dia de Sant Valentí després que es neguessin a deixar-la sola a l'hospital. També els va ordenar que no tornessin abans de mitjanit. Va escriure, «Sant Nadal 1990. Gràcies per tot. Bon any nou», en una targeta de Nadal i les va amagar entre unes altres que estaven en blanc perquè la seva mare la trobés més tard.
Mentre es sotmetia a un dolorós tractament mèdic, Chiara va ser visitada per una senyora, «Quan els doctors van començar a realitzar-me un procediment senzill, però bastant dolorós, una senyora amb un somriure molt bonic i lluminós va entrar. Es va apropar a mi i em va agafar de la mà, i el seu contacte em va omplir de valor. De la mateixa manera com va arribar, va desaparèixer, i ja no vaig poder veure-la més. Però el meu cor estava ple d'una alegria immensa i tota por m'havia abandonat. En aquell moment vaig entendre que si estem preparats per a tot, Déu sempre ens envia molts senyals del seu amor».
La fe de Chiara i el seu esperit mai van minvar ni tan sols després que el càncer li impedís caminar i una tomografia computada mostrés que no existia cap possibilitat de remissió. En resposta a això, va dir simplement, «Si hagués de triar entre caminar de nou i anar a el cel, no ho dubtaria. Triaria el cel». El 19 de juliol de 1989 Chiara gairebé mor d'una hemorràgia. La seva fe no va flaquejar i va dir, «No vesseu llàgrimes per mi. Jo vaig on hi ha Jesús. En el meu funeral no vull gent que plori, sinó que canti fort».
El Cardenal Giovanni Saldarini es va assabentar de la malaltia de Chiara i la va visitar a l'hospital. Li va preguntar, «La llum en els teus ulls és esplèndida. D'on prové?» Chiara va respondre, «Jo només intento estimar Jesús amb totes les meves forces».
Abans de morir, li va dir a la seva mare, «Oh Mare, els joves ... els joves ... són el futur. Ja no puc córrer més, però com m'agradaria poder passar-los la torxa, com en les Olimpíades! Els joves tenen tan sols una vida i val la pena viure-la bé».
Quan Chiara va entendre que no milloraria, va començar a planejar el seu "casament" (el seu funeral) amb la seva mare. Va triar la música, les cançons, flors, i les lectures per a la Missa. Volia ser enterrada amb el seu "vestit de núvia" un vestit blanc amb un llaç rosa, perquè la seva mort li permetria convertir-se en núvia de Crist. Li va dir a la seva mare, «Quan em prepareu, Mamà, has de dir-te a vós mateixa, 'Chiara Luce està ara veient Jesús'».

## Mort

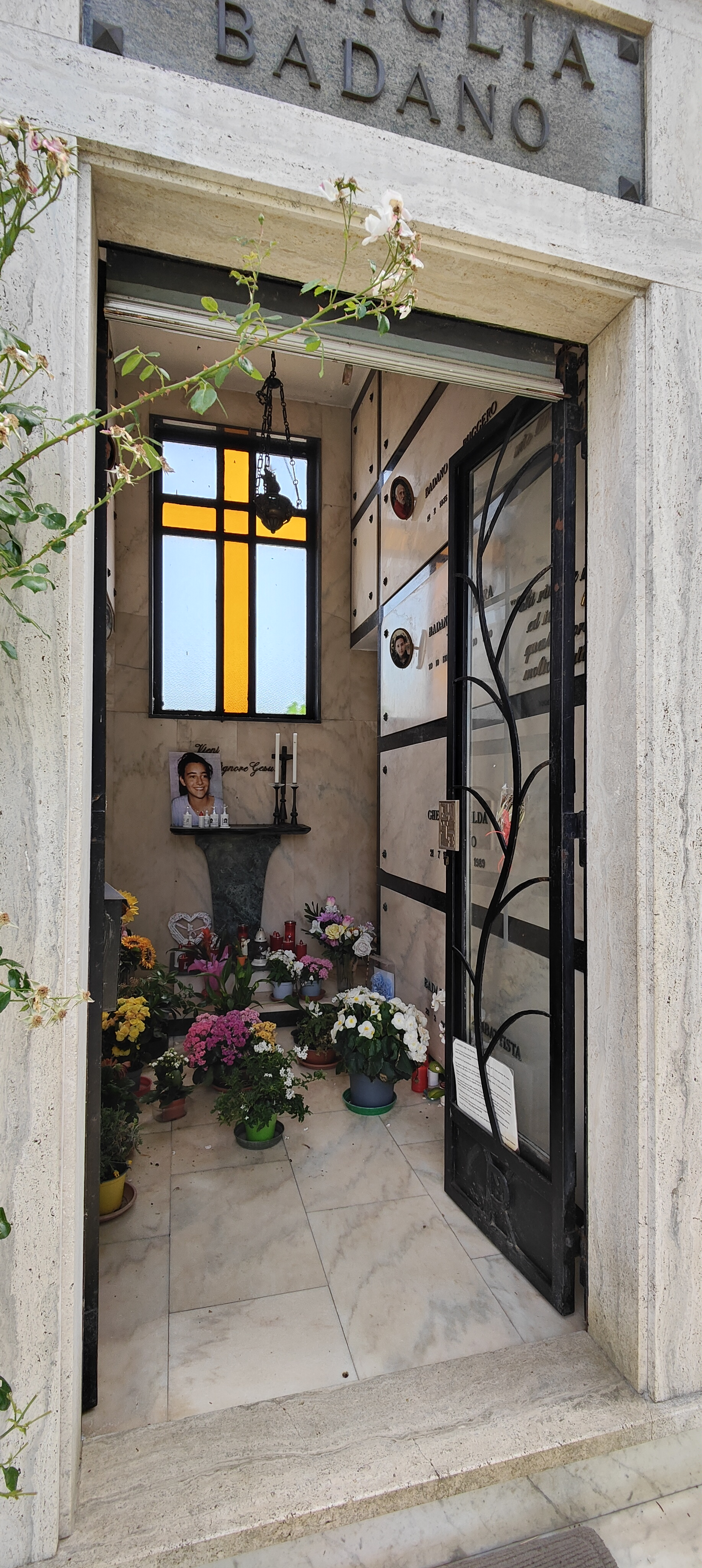
Tomba de Chiara Badano

Durant les seves últimes hores, Chiara es va confessar per última vegada i va rebre l'eucaristia. Acompanyada per la seva família, van resar junts «Vine Esperit Sant». Chiara Badano va morir a les quatre de la matinada del 7 d'octubre de 1990, acompanyada dels seus pares. Les seves últimes paraules van ser «Adéu mare, sigues feliç perquè jo ho sóc». Dues-centes persones van assistir al seu funeral; l'alcalde de Sassello va suspendre les activitats al poble perquè tots hi poguessin assistir.

## Beatificació
La canonització de Chiara va ser promoguda pel Bisbe de Acquia, Monsenyor Livi Maritano el 1999. Va ser declarada "venerable" el 3 de juliol de 2008. El desembre de 2009, el Papa Benet XVI va reconèixer el miracle d'un jove italià que els seus pares van demanar la intercessió de Chiara per curar-lo de meningitis, malaltia que estava destruint els seus òrgans. Els metges no van poder explicar la seva sobtada recuperació.
Chiara Badano va ser declarada "beata" de l'Església Catòlica el 25 de setembre de 2010 al Santuari de Nostra Senyora del Diví Amor. Milers de persones van acudir a l'esdeveniment. L'Arquebisbe Angelo Amato, prefecte de la Congregació per a les Causes dels Sants de la Santa Seu, va dir que Chiara va ser un gran exemple de com la curta vida dels joves pot ser viscuda en gran santedat i que «avui dia hi ha gent virtuosa, que en família, a l'escola i en la societat no malgasten la seva vida». La festa de Chiara Badano se celebra el 29 d'octubre.